# ブロンデッロ
ブロンデッロ（伊: Brondello）は、イタリア共和国ピエモンテ州クーネオ県にある、人口約300人の基礎自治体（コムーネ）。

## 地理

### 位置・広がり

#### 隣接コムーネ
隣接するコムーネは以下の通り。
- イザスカ
- マルティニアーナ・ポー
- パーニョ
- レヴェッロ
- ヴェナスカ